# 赤島正晃
赤島 正晃（あかしま まさあき）は、日本の土木技術者。前田建設工業元常務執行役員。

## 略歴
大阪工業大学工学部土木工学科（現：都市デザイン工学科）卒業。前田建設工業に入社し、主にダム建設関係のプロジェクトに従事。1997年北陸支店桝谷ダム作業所長、九州支店天神ダム作業所長、2002年九州支店長などを経て、2006年同社常務執行役員・経営管理本部管理部長。
主な所属団体は、日本ダム協会、日本建設機械化協会、日本建設機械施工協会など。主な特許は、「地滑り計測装置」、「地盤掘削装置」、「グラウトポンプ装置」など。
主な著書は、土質地盤に構築されたロックフィルダムの施工 - 堤頂長日本一の底原ダム(石垣島)（共著、日本建設機械化協会1993、学術書）、トンネルと地下8月号
：補助工法を駆使して偏圧地帯を掘る〜南海電鉄高野線美加の台トンネル（分担執筆、土木工学社1984、学術書）。